# تاتل‌تاون (کالیفرنیا)
تاتل‌تاون، کالیفرنیا (به انگلیسی: Tuttletown, California) یک منطقهٔ مسکونی در ایالات متحده آمریکا است که در کالیفرنیا واقع شده‌است.

## خصوصیات
تاتل‌تاون ۱۹٫۰۵۴ کیلومترمربع مساحت و ۶۶۸ نفر جمعیت دارد و ۴۳۸٫۹۲ متر بالاتر از سطح دریا واقع شده‌است.